# Microthylax
Microthylax is een geslacht van kevers uit de familie Carabidae, de loopkevers.

## Soorten
- Microthylax olivaceus (Chaudoir, 1854)
- Microthylax schaefferi (W. Horn, 1903)
- Microthylax sinaloae (Bates, 1890)